# Teruo Nimura
Teruo Nimura (Kyoto, Japó, 2 de maig de 1943), és un exfutbolista japonès.

## Selecció japonesa
Teruo Nimura va disputar 5 partits amb la selecció japonesa.